# Diskografija Ansambla Lojzeta Slaka
Diskografija Ansambla Lojzeta Slaka
Zgoščenke ansambla:
- 10 x zlati Slaki

1. Nocoj poglej v nebo
2. Lovski krst
3. Snežinke
4. Spet smo zbrani
5. Domača hiša
6. Naš Francelj
7. Kako sem se ujel
8. Ljubezen, to je greh
9. Citre in klarinet
10. Povej, mi deklica
11. Prišla bo pomlad
12. Pisana majolka

- Čebelar

1. Čebelar
2. Muzikant
3. Spominska knjiga
4. Polka - majolka
5. Slavček
6. Vračam se spet na deželo
7. Lunca
8. Na Trški gori
9. Potepuh
10. Bodi vesel
11. Pri luštni Špeli
12. Vnuček
13. Polka juhuhu
14. Žegnanska nedelja

- Deset veselih let

1. Deset veselih let
2. Pustna
3. Zlata cesta z morja
4. Vprašaj srce
5. Še vedno praznujemo
6. Tvoje oči
7. Dan je pust
8. Pij, godec, z mano
9. Godec s pipco
10. Oja, oja
11. Zum, zum
12. Se bom narihtova
13. Ne bom jokala
14. Krka sanjava
15. Ej, skušnjave
16. En, dva, tri
17. Travniki so že zeleni
18. Frklja
19. Ob srebrni reki
20. Tinca
21. Mene naj pa sonce greje
22. Jaka čaka
23. En ptiček je priletel
24. Pri stricu Maticu
25. Pa spet bom vzel harmoniko

- Deželica sonca in grozdja

1. Deželica sonca in grozdja
2. Na lojtrci
3. Po cesti gresta fanta dva
4. Znana polka
5. Temna noč se je storila
6. Nič ne hodi za menoj
7. Pod lipico zeleno
8. Nad vasjo
9. Vinska trta
10. Na vrtiljaku
11. Pod to goro zeleno
12. Sredi vasi
13. Ko fant iz vojske primašira
14. V vaški krčmi
15. Pozdrav z Dolenjske
16. Med brajdami
17. Triglavski valček
18. Sem fantič mlad zavriskal
19. Travniki že zelenijo
20. Ne gremo še domov

- Diamantnih 30 (1 in 2)

1. Domači vasic
2. Ej prijatelj
3. V dolini tihi
4. Svatje že vriskajo
5. Kadar pa mim' hišce grem
6. Čateška polka
7. Grabljice
8. Triglav
9. Deželica sonca in grozdja
10. Moj avto
11. Mamici
12. Vrh planin
13. Zvonovi
14. Poštar
15. Nocoj ko vse je mirno
16. Titanic
17. Visoko nad oblaki
18. Noč na morju
19. Polka Village
20. Postojnska jama
21. Mavrica
22. Lovska pojedina
23. Dolina Trente
24. Good bye Amerika
25. Ni ti mar
26. Gasilska
27. Nekje je kraj
28. Raj pod Triglavom
29. Modre oči
30. Srečno, mlada Slovenija

- Domači vasici

1. Okrogla polka
2. Na Otočcu
3. Domači vasici
4. Na večer
5. Na ohceti
6. Se snidemo
7. Rožic ne bom trgala
8. Nič zato
9. Na paši
10. Pod poncami
11. Po dekle
12. Brajde se praznijo
13. Ena ptička priletela
14. Čateška polka
15. Sezidal sem si vinski hram
16. Pod Trško goro
17. Med prijatelji
18. Snočkaj sem eno pošto dobil
19. Urne pete
20. Gremo vabit

- Glas harmonike

1. Glas harmonike
2. Med kenguruji
3. Srnjak
4. Ko prišla bo pomlad
5. Sem čeveljce rosil
6. Spomin na Avstralijo
7. Oj, ta Fani
8. Dolgi večeri
9. Ni hotela reči »ne«
10. Selška dolina
11. Ob cvičku
12. Tulipan
13. Pod Gorjanci je otoček
14. Šmentano dekle
15. Marjetica
16. Studenček
17. Juretova polka
18. Lep je spomin
19. Naj vrisk pove
20. Med polharji
21. Bleda luna
22. Kaj mi mar
23. Sanje
24. Poštar

- Iz Slakove skrinje

1. Pomlad prihaja
2. Juretova polka
3. Vinska trta
4. Sem fantič mlad zavriskal
5. V njenem cvetju
6. Okrogla polka
7. Ko fant iz vojske primašira
8. Nič ne hodi za menoj
9. Spomin na Avstralijo
10. Dobravska polka
11. Sem ter tja
12. Letni časi
13. Na vrtiljaku
14. Polhar
15. Prijeten spomin
16. Na večer
17. Pod lipico zeleno
18. Pri dobri kapljici
19. Znana polka
20. Moj dom je zaprt

- Izbrane melodije Lojzeta Slaka z godalnim orkestrom

1. Vaški zvon
2. Lepa si mladost
3. Svatje že vriskajo
4. Spomini stare Ljubljane
5. Na Dolenjsko
6. Titanik
7. Po dekle
8. Zapoj kitara
9. Ciganka
10. Utrinek

- Jubilejna

1. Jubilejna
2. Danes ne jutri da
3. Vinček nas razveseli
4. Polka spominov
5. V drevo vrezano srce
6. En godec nam gode
7. Ana štimana
8. Pri stricu Maticu
9. Fanika
10. Moja harmonika
11. Spet je pomlad prišla
12. V Evropo zdaj gremo

- Kadar pa mim' hiš'ce grem

1. Kadar pa mim' hiš'ce grem
2. Pri dobri kapljici
3. Dekletovo slovo
4. Urežimo še eno
5. Prijeten spomin
6. Svatje že vriskajo
7. V njenem cvetju
8. Pomlad na deželi
9. Otožno srce
10. Če mam'ca ne vedo
11. V dolini tihi
12. Čez Gorjance
13. Ko ob večerih sem prepeval
14. Sem ter tja
15. Grabljice
16. Večer na Dobju
17. Med cvetlicami po logu
18. Pod hmeljniškim gradom
19. Sinko ne sprašuj
20. Na vinskem sejmu

- Ko zaslišim znano melodijo

1. Ko zaslišim znano melodijo
2. Dolge noge
3. Lovska
4. Polka D
5. Zvončki
6. Tetka povejte
7. Tihi mrak
8. Sreča
9. Jožeti in Jožice
10. Naš Luka
11. Na zdravje dekleta
12. Ana štemana

- Letu 2000

1. Jaz sem muzikant
2. Sanjaj z menoj
3. Padalec
4. Mirnopeški zvon
5. Trti
6. Dečva je činglca
7. Naših 35 let
8. Prijatelju
9. Godec s pipco
10. Želja
11. Preljubi fantič moj
12. Letu 2000

- Mavrica

1. Mavrica
2. V Vintgar
3. Še vedno lepa si
4. Lovska pojedina
5. Dober večer
6. Ni srebra in ne zlata
7. Ta družba naj živi
8. Meni ni za bogatijo
9. Lepa si mladost
10. Vsi na ples
11. Na obali
12. Klobuk postrani nosi
13. Pozabi na vse
14. Na svidenje, prijatelj
15. Ena ptička priletela
16. Želim si
17. Moj muzikant
18. Tam za goro
19. Vesela harmonika
20. Navihanka
21. Trgatev
22. Spomini se bude
23. Eno dekle sem izbral
24. Ej, skušnjave

- Na vseh straneh sveta

1. Na vseh straneh sveta
2. Sreča v gorah
3. V železni Kapli
4. Slavljencu
5. Poletni dan
6. Le pridi drevi
7. Goodbye Amerika
8. Glas večernih zvonov
9. Večer v Clevelandu
10. Danes mamica praznuje
11. Mlinar
12. Valček za prijatelje

- Najlepša beseda je mama

1. Mama
2. Kje je na vasi lipica
3. Popoprana polka
4. Čaše dvignimo
5. Lovčev kraj
6. Šus polka
7. Slovenski zvon
8. Dobro jutro!
9. Imej se lepo
10. Pri farni cerkvici
11. Brhko dekle
12. Slovensko dekle

- Od sanjave Mure preko gora do modrega morja

1. Jutro na Muri
2. Pohorski drvar
3. Mežrle
4. Po planinskih stezah
5. Planinska roža
6. Ples v planinski koči
7. Na skupnem ležišču
8. Bovška nevihta
9. Dolina Trente
10. Kraševcu
11. Brhka Primorka
12. Noč na morju

- Po dekle

1. Po dekle
2. V saneh na ples
3. Na Polževem
4. Ej prijatelj
5. Neodposlano pismo
6. Na dolgo pot
7. Le plavaj barčica
8. Vsi na ples
9. Letni časi
10. Miš maš polka
11. Minili sta že leti dve
12. Vrh planin
13. Triglav
14. Ne joči dekle
15. V domači dolini
16. Pomlad prihaja
17. Dobravska polka
18. Pozdrav z Dolenjske
19. Mamici
20. Žužemberska polka
21. Triglavski valček
22. Sosedov Francelj
23. Moj dom je zaprt
24. Polhar

- Pod lipo ob 20-letnici

1. Znova naj lipa cveti
2. Daj, daj, daj
3. Špelca
4. Veseli godec
5. Vračam se domov
6. Jaz pa ne
7. Zdaj gremo
8. Za svatovsko mizo
9. Dekle povej
10. Moja kitara
11. Vaške noči
12. Ajda v cvetju
13. Dvajset let veselja
14. Zaveslaj
15. Ohcet je pri nas
16. Igrivi prsti
17. Ena kupica
18. Kosec in žanjica
19. Avrikelj
20. Po starem
21. Preljuba Dolenjska
22. Po rožah se pozna
23. Vaški zvon noči
24. . Pa naj bo

- Popotnik

1. Popotnik
2. Štajerska polka
3. Pisemce
4. Mačice
5. Ne bom se ženil
6. Moja harmonika
7. Ptički pojo
8. Poznam dekle
9. To je veselje Štajerca
10. Ne bom te čakala
11. Stari znanci
12. Zakaj bi se jokala
13. Prodajalka
14. Huda tašča
15. Še enkrat
16. Jaz hodim za njo
17. Sijaj mi sončece
18. Še bova vandrala
19. Vasovalec
20. Ljubezen velika
21. K dekletu
22. Jutro na Dolenjskem
23. Jaz pa grem
24. Srečen sem

- Postojnska jama

1. Postojnska jama
2. Bilo je poletje
3. Ne prižigaj luči
4. Živio polka
5. Nekje je kraj
6. Na plesu
7. Martinovo
8. Cvetijo bele češnje
9. Sva rož'ce vprašala
10. V brežiškem gradu
11. Po gorah grmi
12. Na koncu ovinka
13. Naša domovina
14. Sem ter tja
15. Najino praznovanje
16. Od šklenčevke do gobčevke
17. Čez to ravno polje
18. Večer ob morju
19. Na Koroško
20. Ob slovesu
21. Planinska zgodba
22. Harmonika poje
23. Črički
24. Najin otrok

- Raj pod Triglavom

1. Raj pod Triglavom
2. Gasilska
3. Prišel bo pravi
4. Mlada ženska
5. Moja kosa
6. Se bo vrtelo
7. V nedeljo popoldne
8. Vesela družba
9. Merkaj se ljubica
10. Godec s pipco
11. Prvi poljub
12. Zimska
13. Mama, prihajam domov
14. Lahko noč, zlatolaska
15. Zapojmo, fantje
16. Teta vabi
17. Na krilih vetra
18. Vandrovček
19. Ljubezen je večna zvezda
20. Vlak drvi
21. Ulica sončnega zahoda
22. Mnogo lepih stvari
23. Mi smo za vse
24. Nocoj je mladi mesec

- Razpoloženje ob vinu

1. Znana polka
2. Na paši
3. Pod Gospodično
4. Vinska trta
5. S harmoniko na rajžo
6. Snoč sem eno pošto dobil
7. Na Otočcu
8. Med cvetlicami po logu
9. Okrogla polka
10. Pod to goro zeleno
11. Pri dobri kapljici
12. Urežimo še eno

- Spomini stare Ljubljane

1. Spomini stare Ljubljane
2. Spet se peljem na Dolenjsko
3. Poj mi harmonika
4. Imej se
5. Zapoj nocoj kitara
6. Monika
7. V tej deželi sanj
8. Gasilec prostovolj'c
9. Prijeten spomin
10. Polonca
11. Pouštertanc
12. Na Dolenjskem je lepo živet

- Titanic

1. Titanic
2. V domači dolini
3. Gremo vabit
4. Veseli samec
5. Pridi, pridi
6. Tam na griču
7. Vijolica
8. Ceprle
9. Dve let' in pol
10. Sem šel čez gmajnico
11. Veseli Janez
12. Veselimo se, prijatelji
13. Zvonovi
14. S harmoniko na rajžo
15. Tiho hiša najina stoji
16. Vipavska
17. V pomladnem jutru
18. Vaški godec
19. Dobri prijatelji
20. Srečno pot ti zaželim
21. Veseli kletar
22. Kita cvetja
23. Gremo na Dolenjsko

- To smo mi prijatelji

1. Srečno, mlada Slovenija
2. Modre oči
3. Že vse je veselo
4. Dimnikar
5. Moja pip'ca
6. Večer med Korošci
7. Moja zidan'ca
8. Velikonočni zvonovi
9. Pa sem si mislil
10. Spomin na tvoj poljub
11. Danes ne, jutri ja
12. Ljubica, podaj mi roko
13. To smo mi prijatelji
14. Čas ljubezni
15. Polka Village
16. Ni ti mar
17. Tam dom je moj
18. Se že vrti
19. Za mami
20. Tra-ra-ra
21. Rože je na vrtu plela
22. Novi dan

- Trio Slak

1. Okrogla polka
2. Na Otočcu
3. Na večer
4. Marjetica
5. Čez Gorjance
6. Otožno srce
7. Prijeten spomin
8. Pod Gospodično
9. V njenem cvetju
10. Čateška polka
11. Gremo vabit
12. Pri dobri kapljici

- Uspešnice Lojzeta Slaka

1. V nedeljo popoldne
2. Večer med Brici
3. Žužemberska polka
4. Gasilska
5. Dekletovo slovo
6. Poštar
7. Nič ne hodi za menoj
8. Kadar srečam te
9. Prijeten spomin
10. S harmoniko po svetu
11. Sinko ne sprašuj
12. Gremo na Dolenjsko

- Venčki Slakovih uspešnic

1. Spet konjičke so napregli
2. Pozimi pomladi
3. Boš videl kaj dela Dolen'c
4. . Lep je samski stan
5. Zapleši z menoj

- Visoko nad oblaki

1. Visoko nad oblaki
2. Kadar srečam te
3. Veselo na rajžo
4. Drevi pa grem na vas
5. Na pikniku
6. Nocoj ko vse je mirno
7. Na vinskem sejmu
8. Pozimi in polet'
9. V pomladnem jutru
10. Na okno priletel je črni vran
11. Ta sosedov Francelj
12. Kje je moj mili dom

- Zadnjo noč v letu

1. Zadnjo noč v letu
2. Sto obljub, sto želja
3. Naj zvone zvonovi
4. Sveta noč
5. Praznični zvonovi
6. Božična je noč
7. Mi smo za vse
8. Zvonovi zvonijo
9. Večer med Brici
10. Pijmo ga
11. Rano jutro
12. Moj avto
13. Nocoj je mladi mesec
14. Slovenija naj bo jutri lepša

- Zlate melodije Ansambla Lojzeta Slaka

- CD 1

1. Srečno mlada Slovenija
2. Čebelar
3. Visoko nad oblaki
4. Večer ob morju
5. Ej prijatelj
6. V dolini tihi
7. Poštar
8. Prijeten spomin
9. Reci draga muzkantu
10. Mamici
11. Sreča
12. Titanik
13. Sva rožice vprašala
14. Grabljice
15. Pri stricu Maticu
16. Tihi mrak
17. Svatje že vriskajo
18. Popotnik
19. Polka
20. Willage
21. Nekje je kraj

- CD 2

1. Okrogla polka
2. Kadar pa mim hišce grem
3. Polka spominov
4. Srnjak
5. Povej mi deklica
6. Deželica sonca in grozdja
7. Pomlad na deželi
8. Mama
9. Panoprana polka
10. Po dekle
11. Ne prižigaj luči
12. Vrh planin
13. Nocoj ko vse je mirno
14. Brhka Primorka
15. Glas harmonike
16. Moj avto
17. Mavrica
18. Goodbye Amerika
19. Pa spet bom vzel harmoniko
20. Vračam se spet na deželo

- Zvezda, ki se utrne

1. Zvezda, ki se utrne
2. Polka fis
3. Moj dom
4. Reci draga
5. V vinski kleti
6. Rebula in čebula
7. Lepa Marica
8. Mami za god
9. Polka es
10. Vrni se
11. Ciganka
12. Na Sorici
13. Mama, prihajam domov
14. Lahko noč, zlatolaska
15. Zapojmo, fantje
16. Teta vabi
17. Na krilih vetra
18. Vandrovček
19. Ljubezen je večna
20. Vlak drvi
21. Ulica sončnega zahoda
22. Mnogo lepih stvari